# Amblyonychus wiedemanni
Amblyonychus wiedemanni là một loài ruồi trong họ Asilidae. Amblyonychus wiedemanni được Schiner miêu tả năm 1867. Loài này phân bố ở vùng Tân nhiệt đới.